# Іоасаф Метеорит
Іоасаф Метеорит (у миру Іоанн Уреш Палеолог, або Йован Урош Неманич, серб. Јован Урош Немањић, 1350 — 1423) — правитель Епіру та Фессалії в 1370—1373 роках, титулярний Імператор сербів і ромеїв, останній із сербської  династії Неманичів,   небіж Стефана Душана. Прийнявши схиму, був одним із творців монастиря Мегала Метеора. Православний святий, його пам'ять вшановується 20 квітня (3 травня).

## Біографія
Іоанн був сином Симеона Сініша Неманича, дуже релігійного, богобоязкого правителя. Він будував нові церкви, допомагав багатьом монастирям, в тому числі й Метеорським, тож з дитинства Іоанн часто відвідував богослужіння. Особливо він любив відвідувати Святу гору, спілкуватись з її подвижниками.
Перебуваючи на Афоні 1370 року Іоанн отримав звістку про смерть батька, який залишив синові престол. Іоанн повернувся до Трікали, проте вже тоді був знайомий із Афанасієм Метеорським, був учнем останнього і бажав якомога швидше залишити трон. Незабаром він передав владу Олексію Філантропу, а сам став ченцем Метеорського монастиря Мегала Метеора, прийнявши ім'я Іоасаф.
Незважаючи на своє шляхетне походження, Іоасаф був дуже смиренним, виконував усі правила кіновії. Помираючи, преподобний Афанасій поставив його ігуменом монастиря. Так для обителі настав другий період розквіту: побудовано церкви Поважного Попередника, Богоматері, а головне — розширено Соборний храм Преображення Господнього, зведений Афанасієм 1381 р. При цьому Іоасаф був настільки щедрим, що навіть був зарахований до переліку ктиторів обителі.
Коли 1394 р. Фессалію захопили османи, Іоасаф був змушений тікати на Афон, де прожив кілька років у монастирі Ватопед, проте 1401 р. він знову повернувся на Метеору, де й залишався решту життя. Святі мощі Іоасафа зберігаються поряд із мощами Афанасія Метеорського у монастирі Мегала Метеора.